# Coronel
Coronel egy kikötőváros Chile középső részén, Biobío régióban, a Csendes-óceán partján. A település az Arauco-öböl partján fekszik és egy 2017-es felmérés szerint 113.074 lakosa volt. 

## Történelme
1849 óta bányásznak a Coronel környéki bányákból kőszént. A város az első világháború során megvívott Coronel-foki csata révén vált ismertté, melyet a városhoz közel vívott egy német és egy brit hajóraj vívott egymással 1914. november 1-én. 
1960. május 21-én egy földrengés a város 50%-át elpusztította.

## Gazdasága
A város iparának meghatározó eleme a barnakőszén bányászata és exportja. A kikötői létesítmények nagy teherhajók feltöltését is lehetővé teszik. 2003-ban mintegy 2 millió tonna cellulózt is útnak indítottak innen. 2009 júniusa óta a kikötő saját konténerterminállal rendelkezik és 2010-ben már 200.000 TEU standardkonténer-egységet rakodtak itt be. A közelben lévő fűrésztelepekről teherautókon és vasúton érkezik ide a fa és a farostlemez, melyeket hajókon a világ minden részébe exportálnak.

## Képgaléria

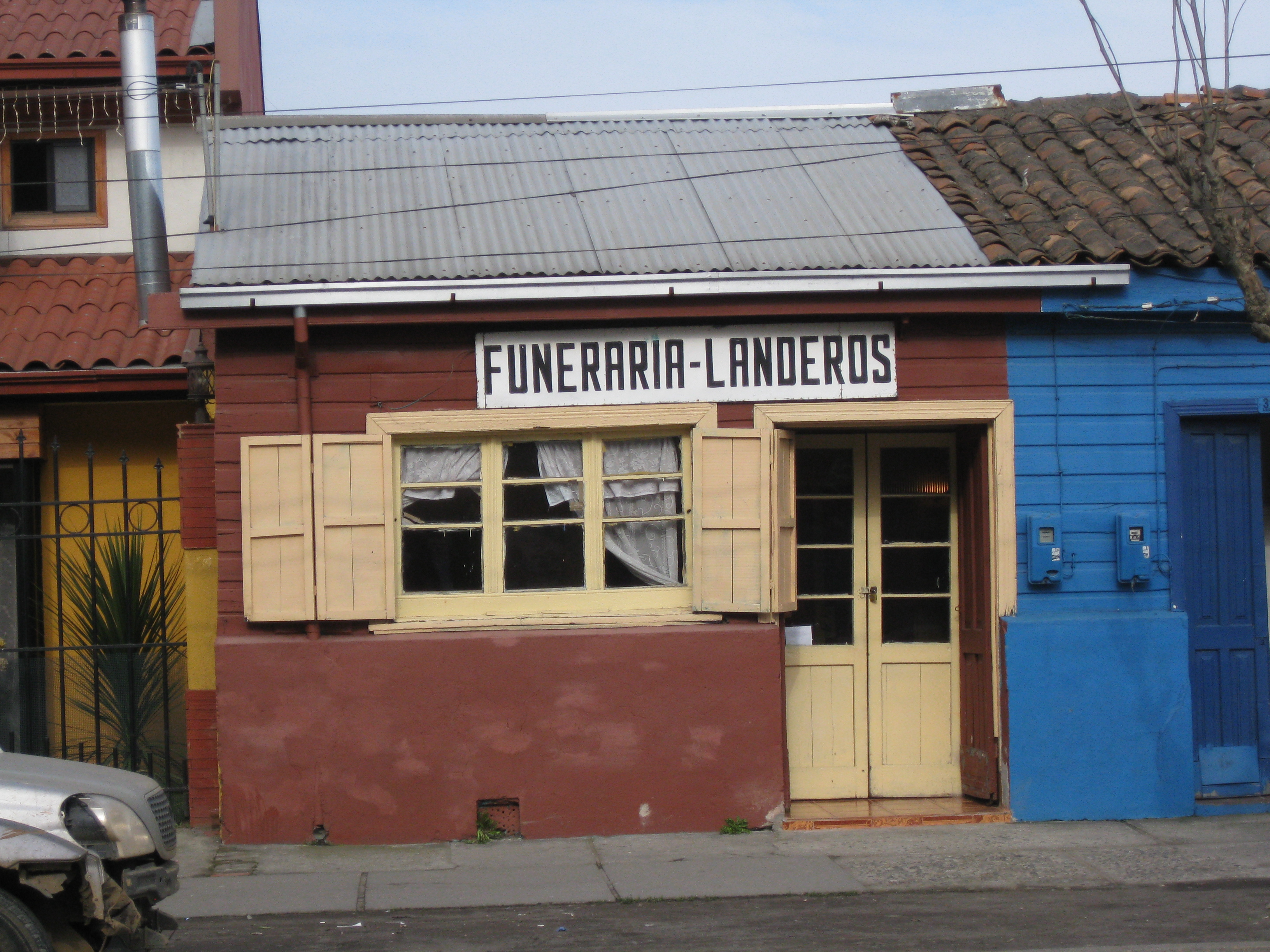
A város központjára jellemző fa építésű ház
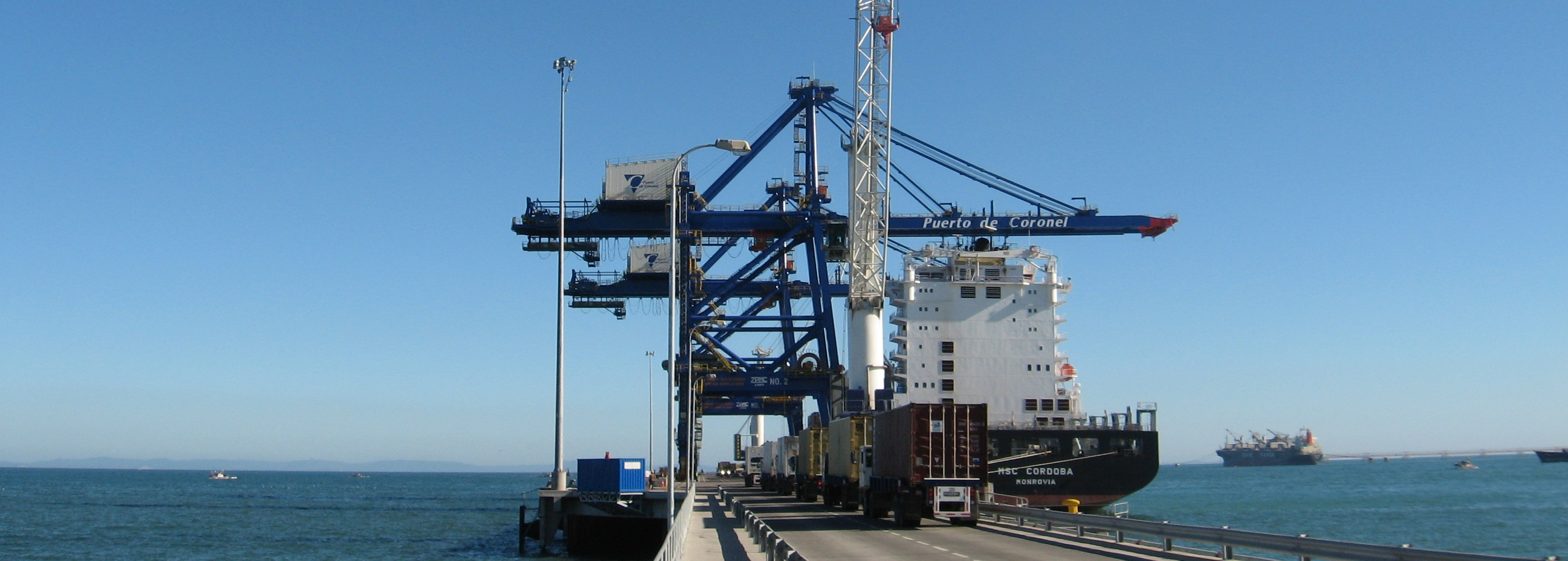
A Container Terminal CCT a kikötőben
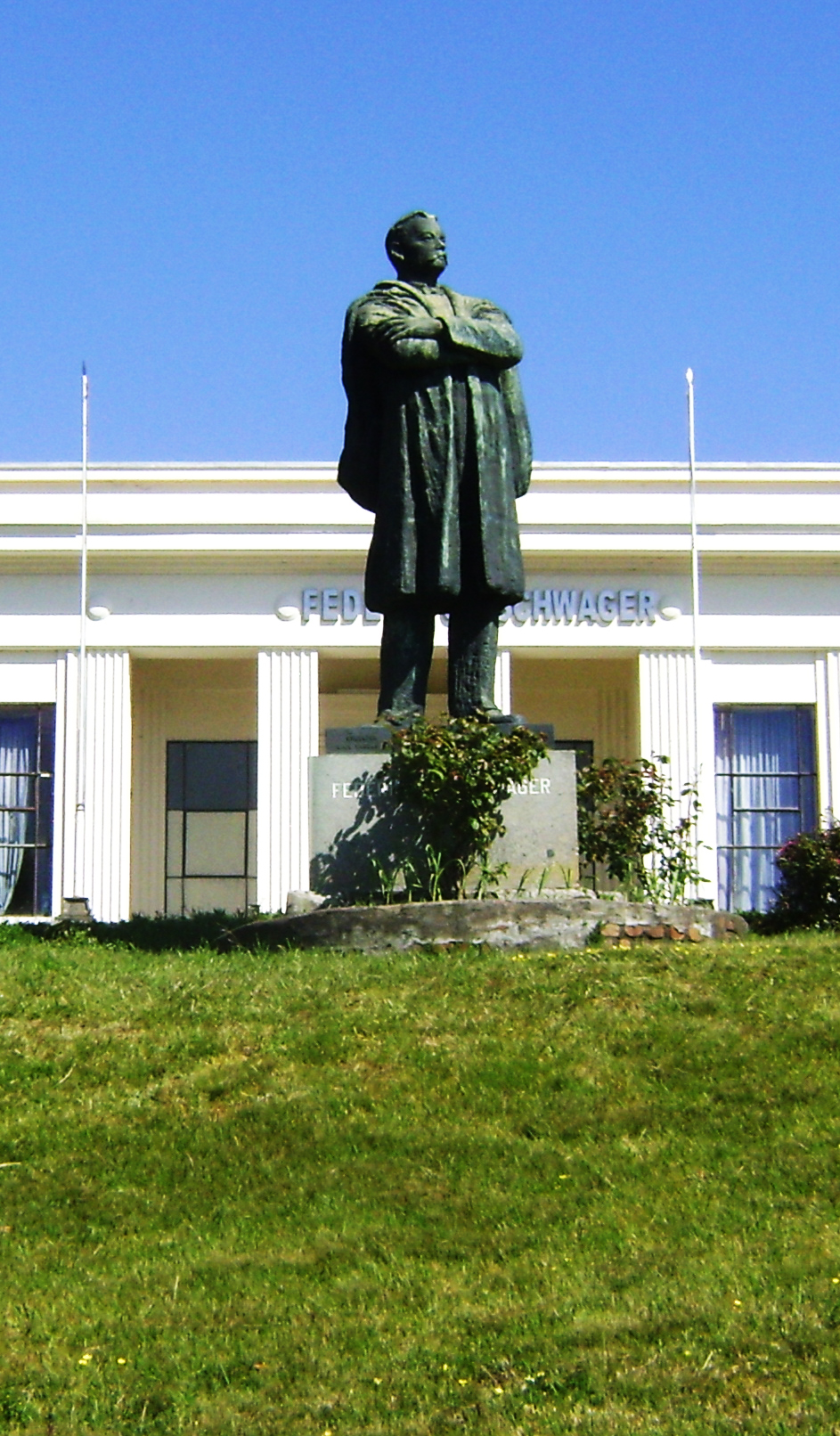
Federico Schwager vállalkozó, a helyi kőszénipar fellendítőjének szobra
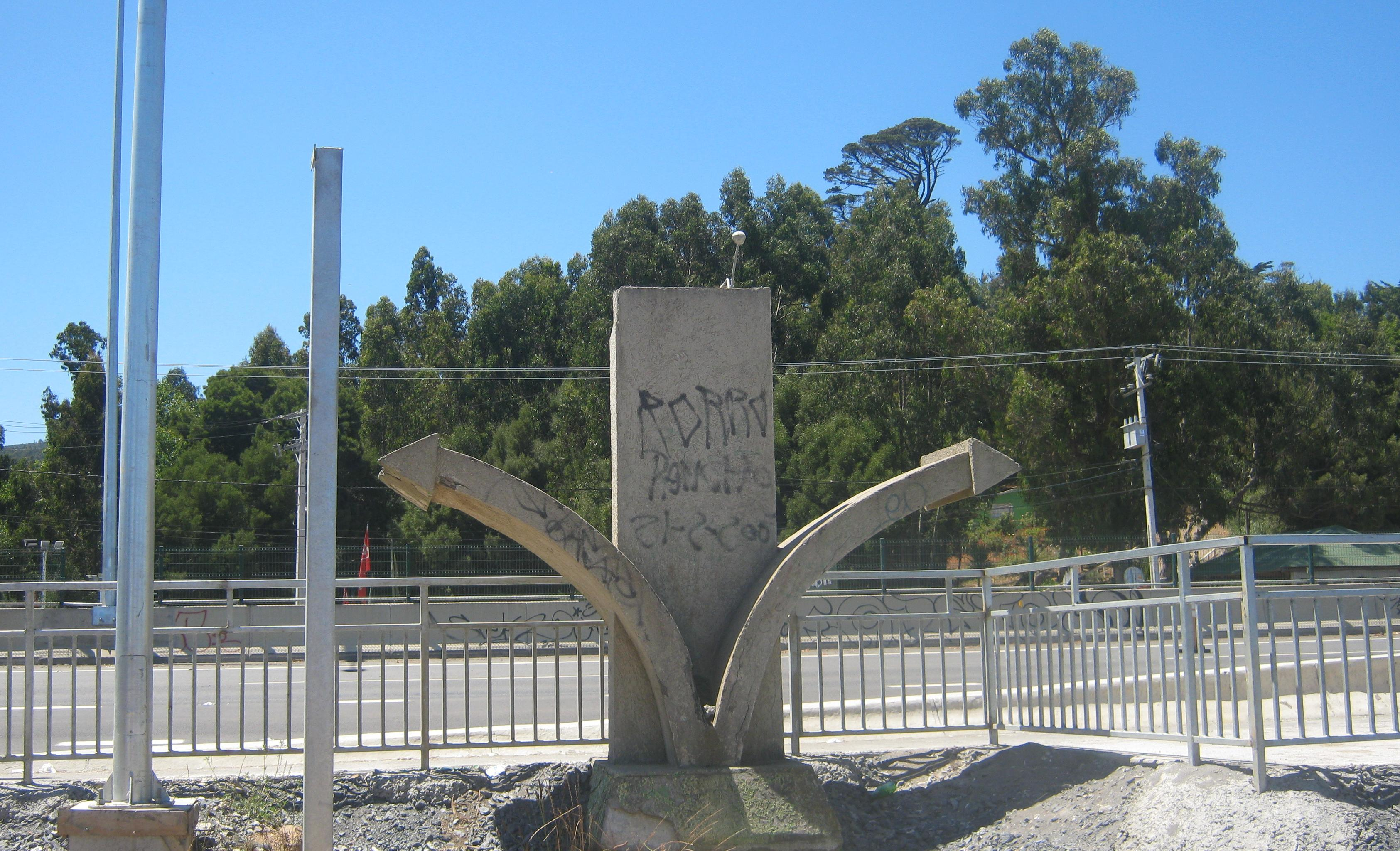
Chile kontinentális részének közepét jelölő monolit
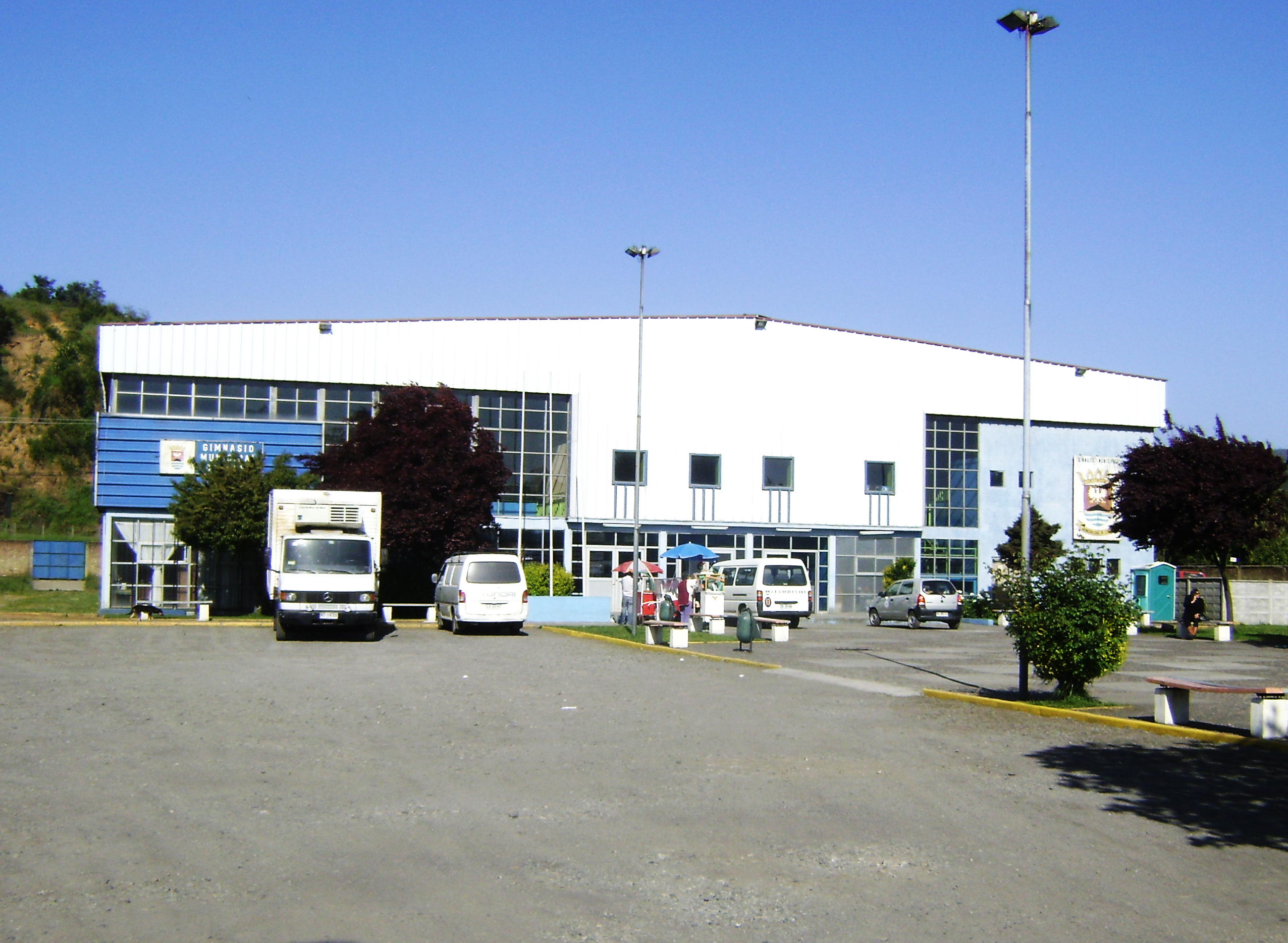
A helyi gimnázium épülete

## Fordítás
- Ez a szócikk részben vagy egészben  a   Coronel (Stadt) című német Wikipédia-szócikk ezen változatának fordításán alapul.  Az eredeti cikk szerkesztőit annak laptörténete sorolja fel. Ez a jelzés csupán a megfogalmazás eredetét és a szerzői jogokat jelzi, nem szolgál a cikkben szereplő információk forrásmegjelöléseként.